# The Lucksmiths
The Lucksmiths est un groupe de pop indépendante australien, originaire de Melbourne, formé en 1993. Son style musical est proche de l'Anti-folk. Le groupe se composait de Martin « Marty » Donald à la guitare, de Taliesyn « Tali » White à la batterie et au chant, et de Mark Monnone à la basse. En 2004, le guitariste de Mid State Orange, Louis Richter intègre le groupe qui s'enrichit d'une seconde guitare.
Au début des années 1990, The Lucksmiths rencontrent Chris Crouch, qui les signe, sans aucune formalité, sur son label, Candle Records. Crouch a, par conséquent, commencé à sortir leurs disques, et ils commencent à jouer dans le circuit indépendant de Melbourne, notamment au Punters Club. Par la suite, ils jouent dans d'autres endroits en Australie, tels que l'Annandale Hôtel de Sidney ou the Troubadour à Brisbane. Le Punters Club, cependant, tient clairement une place spéciale dans l'histoire des Lucksmiths comme le prouve la chanson Requiem to the Punters' Club. Ils se séparent en 2009.

## Biographie
Les Lucksmiths sont formés en mars 1993 à Melbourne comme groupe de pop indépendante par le guitariste Marty Donald, le bassiste Mark Monnone, et le batteur-chanteur Tali White, des amis au lycée,,. Donald et Monnone étairnt membre d'un groupe local appelé The Buzzards. Peu après, White se joint au groupe et répètent ensemble chez Donald. Donald et White commencent à écrire des chansons après la séparation des Buzzards, et Monnone voyagera entretemps pour visiter la Finlande.
Le trio se rebaptise Lucksmiths en mars 1993, et leur premier concert se fait le 2 avril la même année, « en soutien au groupe The Sugargliders et The Daily Planets à l'Evelyn [Hotel] de Fitzroy,. » Leur premier album, First Tape (1er septembre 1993), apparait en format cassette,. Il est enregistré le 22 août 1993 par Rex Hardware au Bridge Mall Inn de Ballarat. Hormis les morceaux au chant et à la batterie, White joue de la harmonica et du tambourine.
En octobre 1994, ils publient un extended play, Boondoggle, le premier au label, Candle Records,.
Les Lucksmiths ne bénéficient pas d'un large succès commercial en Australie, mais ont tourné largement à la fois dans leur pays et autour du monde, ayant fait, au minimum, 4 tournées aux États-Unis et en Europe. Ils ont incontestablement de nombreux fans en Australie et autour du monde, notamment en Amérique et au Japon. Ils ont reçu d'excellentes critiques de Rolling Stone, Pitchfork, et de nombreux autres magazines et sites internet. Leur chanson The Chapter in Your Life Entitled San Francisco sera ajoutée aux titres diffusés par la compagnie aérienne Qantas durant ses vols. Leur chanson Self-Preservation est diffusé dans une émission pour enfants d'ABC, Out There, et, un participant de l'émission australienne La roue de la fortune demande « un L comme Lucksmiths. » Rapidement, ils deviennent rapidement, avec The Simpletons, The Mabels et maintenant Darren Hanlon, un des plus gros contrats de Candy. Comme tous les autres groupes du label, The Lucksmiths sont engagés dans la « famille » Candle Records en encourageant et en promouvant les nouveaux artistes du label. Bien que les disques des Lucksmith sont souvent sortis sur Matinée Recordings aux États-Unis, ils restent fidèles à Candle en Australie. Les Lucksmiths viennent régulièrement à Polyester Records, sur Brunswick Street à Melbourne.
Leur dernier concert se fait le 29 août 2009 au Corner Hotel, Melbourne,. Ils sont des fois soutenus par Darren Hanlon en studio et en concert.

## Style musical et influences
La majorité des chansons sont écrites par Marty Donald, même si Tali et Mark contribuent également aux chansons. La chanson du groupe la plus diffusée à la radio est T-Shirt Weather, qui a été écrite par le bassiste Mark Monnone. Les chansons des Lucksmiths sont caractérisées par leurs mélodies sucrées, la guitare claquante et des textes adroits et profonds. Leurs chansons sont presque toutes bases sur une narration. Les thèmes de leurs chansons sont principalement l'amour et les relations, mais également des problèmes de tous les jours tels que des amis remarquables ou le temps chaud. Ils traitent aussi de thèmes récurrents sur la culture de Melbourne dans des chansons comme Under the Rotunda, The Sandringham Line, et Transpontine.
Les Lucksmiths sont réputés pour leurs paroles créatives et pleines d'esprit. Tout spécialement dans les chansons écrites par Marty, les textes comprennent souvent des calembours, des jeux de mots et des références à la littérature ou aux expressions australiennes. Par exemple, la chanson The Year of Driving Langourously, comprend les paroles I love a sunburnt elbow pointing to the sea, référence au versI love a sunburnt country du poème My Country de Dorothea Mackellar. Le titre lui-même est une probable référence au film de Peter Weir, The Year of Living Dangerously.
Leurs influences sont The Simpletons, Billy Bragg, The Housemartins, The Magnetic Fields, Belle and Sebastian, The Smiths, The Go-Betweens, Aztec Camera, Lloyd Cole, Orange Juice, et The Trash Can Sinatras.

## Discographie

### Albums studio
- 1993 : The First Tape
- 1995 : The Green Bicycle Case
- 1996 : What Bird Is That
- 1997 : A Good Kind of Nervous
- 1999 : Happy Secret
- 2001 : Why that Doesn't Surprise Me
- 2002 : Where Were We?
- 2003 : Naturaliste
- 2005 : Warmer Corners
- 2008 : First Frost

### EP
- 1994 : Boondoggle
- 1999 : Staring at the Sky
- 2003 : A Little Distraction
- 2005 : The Chapter In Your Life Entitled San Francisco
- 2006 : A Hiccup In Your Happiness